# Galandum Galundaina
Galandum Galundaina (Miranda do Douro, 1996) é um grupo de música tradicional mirandesa criado com o objectivo de recolher, investigar e divulgar o património musical, as danças e o mirandês, a língua falada em Miranda.

## A banda
Em 1996 nasce o grupo de música tradicional mirandesa Galandum Galundaina, com o objectivo de recolher, investigar e divulgar o património musical, as danças e a língua das terras de Miranda.
Os elementos do grupo nasceram e cresceram em Terras de Miranda (Fonte de Aldeia e Sendim) onde adquiriram conhecimento directo da música que interpretam através do ambiente familiar, do convívio com os velhos gaiteiros, e da consulta de velhas gravações. Além da tradição musical familiar, os elementos do grupo têm também formação académica na área da música.
O grupo apresenta um repertório de música com vozes, reproduzindo fielmente as melodias tradicionais, enriquecidas com timbres, ritmos e harmonias capazes de criar emoção, com arranjos modernos. 
Os instrumentos usados, réplicas de outros muito antigos, que mantêm o aspecto e sonoridade dos mesmos, são gaitas de fole mirandesas, flauta pastoril, sanfona, caixa de guerra, conchas de Santiago, castanholas, pandeireta, etc.
Em 2001 foi editado o disco "L Purmeiro". 2005 é o ano de "Modas I Anzonas". Em 2006 é lançado o DVD "Galandum Galundaina ao Vivo". Em 2010 é editado "Senhor Galandum".
Organizam o Festival itinerante de cultura tradicional “L Burro i l Gueiteiro” e criam uma associação com o nome do grupo.
Em 2012 fazem uma versão de "Bebe Vinho" dos Peste & Sida para o disco de tributo ao grupo, ao lado de bandas como Tara Perdida e Xutos e Pontapés. 
Em 2015 é editado "Quatrada", o quarto disco do grupo.

## Membros

#### Actuais
- Paulo Meirinhos: voz, bombo, gaita de foles galega, percussões tradicionais
- Paulo Preto: voz, gaita de foles mirandesa, sanfona, flauta pastoril e tamboril
- Alexandre Meirinhos: voz, caixa de guerra, percussões tradicionais
- João Pratas: voz, flauta pastoril , flauta de osso, tamboril , saltério, flauta transversal, bombo, pandeiro mirandês, charrascas

Por vezes em concerto também são acompanhados por um grupo de pauliteiros formado por jovens de Fonte Aldeia, Sendim e Miranda do Douro.

#### Antigos
- Manuel Meirinhos: voz, percussões tradicionais, flauta pastoril e tamboril

## Prémios e reconhecimento
Recebem o prémio de melhor maquete tradicional nos Prémios Maqueta de 1999 organizado pela Deixe de Ser Duro de Ouvido. 
O seu segundo disco Modas I Anzonas, lançado em 2005, é considerado pela revista Blitz um dos melhores albúns portugueses desse ano e o 4º melhor pelo suplemento Y do jornal Público. 
Ganham o Prémio Megafone na categoria Música em 2010, por comporem novos temas com base na música popular e tradicional portuguesa. 

## Discografia seleccionada
A discografia do grupo é composta por: 
- 2001 - L Purmeiro
- 2005 - Modas I Anzonas - Açor/Emiliano Toste
- 2010 - Senhor Galandum - Açor/Emiliano Toste
- 2015 - Quatrada - Açor/Emiliano Toste

## Videografia
- 2006 - "Galandum Galundaina ao Vivo"

## L Burro i l Gueiteiro
Além de preservar e desenvolver a música tradicional mirandesa, os galanduns, como são conhecidos, estão comprometidos com a preservação da cultura mirandesa como um todo, aí incluídas a gastronomia, a dança, a fauna e a flora. Em especial, a subespécie de asinino conhecida como burro-de-miranda e suas variedades, autóctone da região de Terra de Miranda e ameaçada de extinção.
Para tanto, o Galadum Galundaina ajuda a promover o festival anual L Burro i l Gueiteiro, que é itinerante e promove atividades diversas na região mirandesa.

## Mirandês
Integrantes do grupo Galandum Galundaina ainda se esforçam na preservação da língua mirandesa, ministrando aulas na escola pública de Miranda do Douro, onde ainda ensinam músicas tradicionais da região.